# Labescau
Labescau es una comuna francesa situada en el departamento de Gironda, en la región de Nueva Aquitania.

## Demografía
| 126 | 104 | 84 | 78 | 87 | 98 | 126 |
| Para los censos de 1962 a 1999 la población legal corresponde a la población sin duplicidades (Fuente: INSEE [Consultar]) |     |    |    |    |    |     |